# 드라큐라 3D
드라큐라 3D(Dracula 3D)는 스페인에서 제작된 다리오 아르젠토 감독의 2012년 공포, 멜로/로맨스, 스릴러 영화이다. 룻거 하우어 등이 주연으로 출연하였다.

## 출연

### 주연
- 룻거 하우어
- 토마스 크레취만
- 아시아 아르젠토

### 조연
- 모르간 슬렘프
- 유나 유가데
- 마타 가스티니
- 지오바니 프랜조니
- 아구스토 주치
- 마리아 크리스티나 헬러
- 리카르도 시코그나

## 제작진
- 프로듀서: 엔리크 세레조
- 프로듀서: 로베르토 디 기롤라모